# Sangre sabia (libro)
Sangre sabia ( título original: Wise Blood) es la primera novela de la escritora estadounidense Flannery O´Connor, publicada en 1952 y traducida al español en 1960. La novela, ambientada en el sur de Estados Unidos, se caracteriza por personajes extraños, un tanto grotescos; el empleo del dialecto sureño y el tono irónico. La novela está recorrida por un entrecruzamiento de lo cómico con lo trágico. La novela, en el momento de su publicación, pasó desapercibida, como casi toda la obra de O´Connor, hasta los años setenta en que  comenzó una revalorización de la escritora y sus libros. 
La novela fue llevada al cine con el mismo título Sangre sabia (Wise Blood), dirigida por John Huston.

## La obra
Sangre sabia es la historia de Hazel Motes que regresa de la guerra, con una pensión del gobierno por las heridas recibidas. Al llegar a su casa en Tennessee, la encuentra abandonada. Con la fe perdida por lo que vio en la guerra y sin lazos familiares, decide viajar a Taulkinham (un pueblo ficticio). Motes es nieto de un predicador y lo obsesiona el tema de la religión. Por lo que vio en la guerra, ha perdido la fe y se ha convertido en ateo. Después de cambiar su uniforme del ejército por ropa que lo hace parecer un predicador, trata de llevar a cabo su idea de crear una nueva religión: la Iglesia sin Cristo.
Motes se hace amigo de Enoch Emery, de dieciocho años, que trabaja en el zoológico. Enoch le hace conocer a Motes el concepto de ”sangre sabia”, que significa tener, de manera innata, el conocimiento de qué camino se debe tomar en la vida y que no es necesario ninguna clase de guía.
En el relato se suceden personajes raros, desde un predicador ciego y su hija, las mujeres de la pensión en la que vive Motes, un hombre disfrazado de gorila para una promoción, que será asesinado por Emery; un policía de ojos demasiado azules; un estafador que asume el papel de predicador, que ganará mucho dinero y al que Motes terminará por matar para impedirle que siga engañando a la gente. Y el final, en el que Motes, a esa altura, considerado un demente por las cosas que ha hecho, terminará en una cama mientras la señora Flood, dueña de la pensión y enamorada de él, le habla sin darse cuenta de que está muerto por un bastonazo que le pegó un policía en la cabeza.
La novela se sustenta sobre la religión y la salvación. Motes, intentando alejarse de Cristo, vivirá una parábola y regresará a Cristo como único camino para la redención.